# 长芒棒头草
长芒棒头草（学名：Polypogon monspeliensis）为禾本科棒头草属下的一个种。
它是原产地为欧洲南部，今天作为引进物种在世界各地可以见到，有时甚至是有害的野草。这是一种一年一长的草，高度为5厘米到1米之间。其柔软蓬松的花序是密集、绿色羽毛状穗，有时分成瓣。小穗长且细，有白芒。

## 扩展阅读
- 維基物種上的相關：长芒棒头草